# Stora Sundskär, Korpo
Stora Sundskär är en ö i Finland. Den ligger i Skärgårdshavet eller Norra Östersjön och i kommunen Pargas i den ekonomiska regionen  Åboland i landskapet Egentliga Finland, i den sydvästra delen av landet. Ön ligger omkring 80 kilometer söder om Åbo och omkring 190 kilometer väster om Helsingfors. Stora Sundskär ligger 5 meter över havet.
Öns area är 2,6 hektar och dess största längd är 310 meter i sydöst-nordvästlig riktning.